# Conus escondidai
Conus escondidai is een in zee levende slakkensoort uit het geslacht Conus. De slak behoort tot de familie Conidae. Conus escondidai werd in 2005 beschreven door Poppe & Tagaro. Net zoals alle soorten binnen het geslacht Conus zijn deze slakken roofzuchtig en giftig. Zij bezitten een harpoenachtige structuur waarmee ze hun prooi kunnen steken en verlammen.